# Theobald Rieth
Theobald Rieth SJ (* 14. April 1926 in Limburg an der Lahn; † 23. November 2014 in Mindelheim) war ein deutscher Jesuitenpater.

## Leben

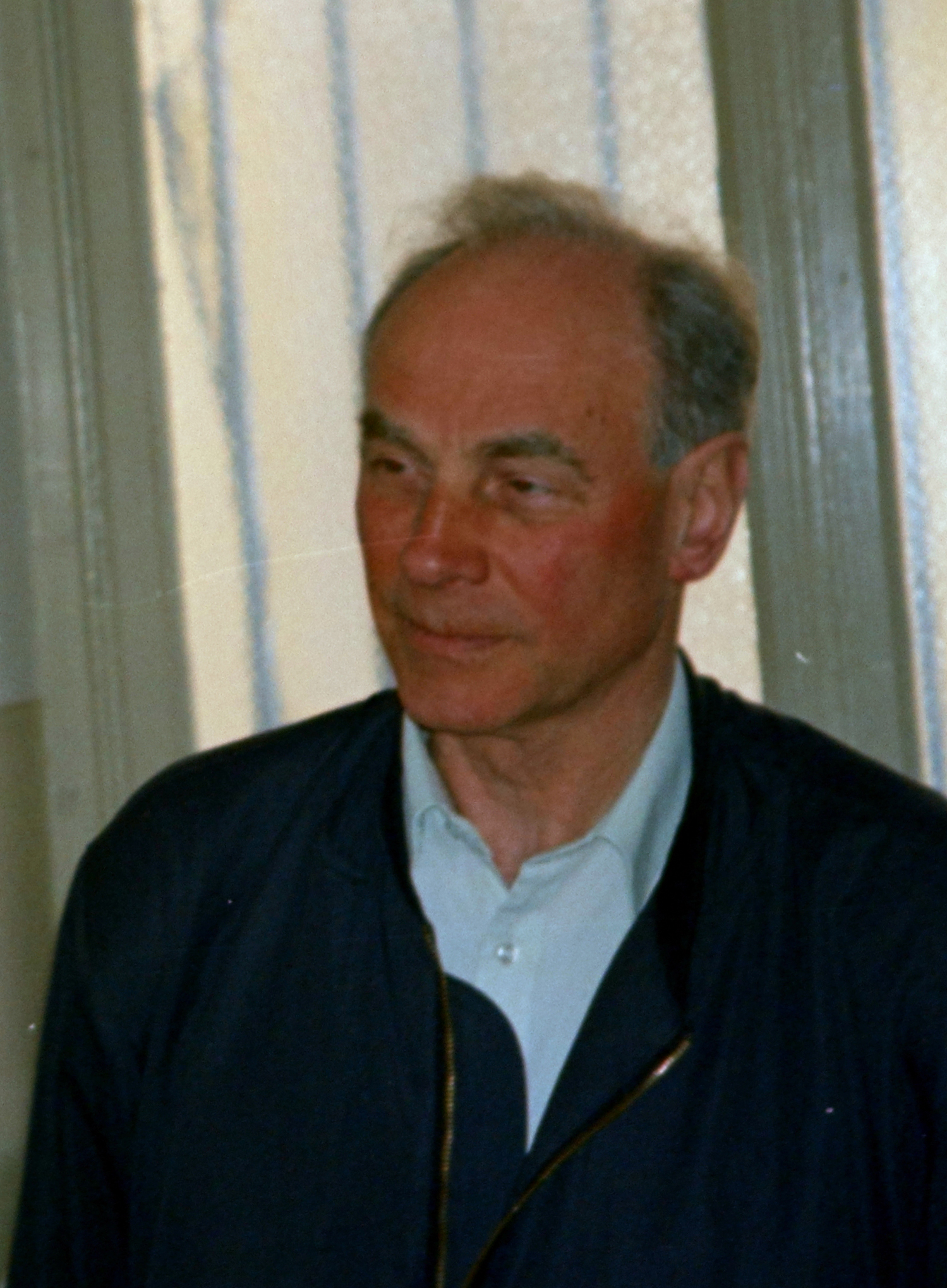
Theobald Rieth SJ, 1992

### Prägung durch die NS-Diktatur
Theobald Rieth wuchs als dritter Sohn von vier Kindern in behüteten Verhältnissen in Limburg an der Lahn auf. Die Mutter war bäuerlicher Abstammung, prägte ihn von Kindheit an mit einer unerschütterlichen Haltung in Glaubensfragen und lehnte Adolf Hitler bereits früh entschieden ab. Der Vater entstammte einer Lehrerfamilie, war als ehemaliger Frontsoldat des Ersten Weltkriegs anfällig für nationalistisches Gedankengut. Angezogen von der durch die NS-Gleichschaltung propagierten Kameradschaft, trat Rieth als Jugendlicher der Hitlerjugend bei, wurde später Flakhelfer und nahm am Reichsarbeitsdienst teil. 1942, mit nur 16 Jahren, meldete Rieth sich freiwillig für die Offizierslaufbahn und stellte sich in den Dienst der Wehrmacht. 1943 war er Soldat an der Ostfront, 1944 kämpfte er im Westen. Anfang 1945 geriet Rieth durch den Anspruch des totalitären Staates in einen Gewissenskonflikt und wurde wegen Beharrens auf der Auslegung des Fahneneids „Gott vor Hitler“ nicht zum Leutnant befördert. Im Frühjahr 1945 zum „freiwilligen“ Sondereinsatz hinter feindlichen amerikanischen Linien abkommandiert, wurde Rieth am 23. April 1945 schwer verwundet und geriet in Kriegsgefangenschaft. Zunächst Kriegsgefangener in amerikanischen Lazaretten, wurde er im Zuge US-amerikanischer Gebietsräumungen an die Rote Armee überstellt. Bedroht vom Abtransport nach Russland gelang Rieth Ende 1945 trotz Lungendurchschusses die Flucht aus einem russischen Lazarett.

### Werdegang nach dem Krieg
Nach seiner Heimkehr nach Limburg geriet Rieth durch die Fronterfahrungen des Zweiten Weltkriegs und die Erkenntnis, als Jugendlicher den Verheißungen der NS-Propaganda zum Opfer gefallen zu sein, in eine tiefe Sinnkrise. Nach ersten beruflichen Anläufen als Lehrer, Kriminalpolizist und Maschinenbauer, schloss er sich 1947 nach einem Fachpraktikum im Maschinenbau dem Jesuitenorden an. 1951 nahm er in Belgien ein Philosophiestudium auf und begann dort noch vor dem Volksbund Deutsche Kriegsgräberfürsorge, verwahrloste Kriegsgräber zu pflegen und dadurch den Rahmen einer Begegnung mit jungen Menschen zu schaffen. Rieth prägte das bis heute vom Volksbund Deutsche Kriegsgräberfürsorge weitergeführte Motto „Versöhnung über den Gräbern“ (« Réconciliation sur les Tombeaux »). Die Workcamps wurden im Zuge des europäischen Verständigungsprozesses vom Volksbund Deutsche Kriegsgräberfürsorge schließlich auf ganz Westeuropa ausgedehnt. In den folgenden Jahren arbeitete Rieth als Lehrer für Sport und Französisch im Internat der Jesuiten in Bad Godesberg und unternahm erste Schritte eines Jugendaustauschs innerhalb Westeuropas. Es folgte ein Studium der Katholischen Theologie, das er 1959 in Frankfurt am Main abschloss.
Rieth beteiligte sich anschließend am Aufbau des Instituts für Entwicklungshelfer im Rahmen des katholischen Hilfswerks Misereor, bevor er im Jahr 1961 seine langjährige Arbeit als Studentenpfarrer in Bremen aufnahm, wo er im Zuge der Gründung des deutsch-französischen Jugendwerks 1963 erste Austauschaktivitäten zwischen deutschen und französischen Studierenden und Jugendlichen organisierte und bei den aufkommenden Studentenunruhen 1968 vor Ort zwischen kirchennahen und kirchenfernen Seiten vermittelte.

## Wirken
1965 gründete Rieth mit Gleichgesinnten den Rechtsvorgänger des ICE (Initiative Christen für Europa e.V.), einen Verein, der später als Unterträger der AKSB (Arbeitsgemeinschaft-sozialer Bildungswerke in der Bundesrepublik Deutschland e.V.) dem Aufbau innovativer europäischer und später internationaler Projekte, Begegnungen und sozialen Initiativen Jugendlicher verpflichtet ist.
Von den Jesuiten im Jahr 1970 nach Aachen versetzt, prägte Rieth eine sozial und europäisch orientierte Jugendarbeit vom Bistum der Stadt Aachen aus, die er systematisch und bis an sein Lebensende weiterentwickelte. Anfang der 1970er Jahre engagierte sich der ICE für nordirische Jugendliche, die arbeitslos und in die bürgerkriegsähnlichen Verhältnisse ihrer Heimat verstrickt waren. Der ICE ermöglichte irischen und nordirischen Jugendlichen beider Konfessionen und beider Nationalitäten bis zu dreimonatige Aufenthalte in Deutschland, als einem neutralen Ort, an dem die in der Heimat erfahrenen Gesetze von Ausgrenzung, Gewalt und Intoleranz nicht galten. Die irischen und nordirischen Jugendlichen erhielten gemeinsam mit deutschen arbeitslosen Jugendlichen Anleitung und Perspektive zu beruflicher Qualifikation und gestalteten im Zuge ihrer Begegnungen kulturelle und sportliche Programmpunkte. Schließlich mündeten Rieths internationale Austauschbemühungen im Jahr 1988 in die Gründung des Projektes „Freiwillige Soziale Dienste Europa“, die 1991 in die Trägerschaft des ICE übertragen wurde. Kernelemente des Jugendprojektes sind Freiwilligkeit, soziales Engagement und Dienst am Anderen, aus denen Begegnung und Austausch erwachsen sollen. Rieth legte so das Fundament für ein Netzwerk freiwilliger sozialer Dienste und internationaler Begegnungen von Jugendlichen, das nach seiner Versetzung nach Dresden im Jahr 1991 nach Osteuropa bis zum Ural ausgeweitet wurde. 2004 gründete Rieth im Bistum Aachen die Stiftung „Brücken in die Zukunft“.

## Leitbild
Theobald Rieth erklärtes Credo war es, aus den Erfahrungen der Sinnlosigkeit und Gewalt des Krieges heraus, gegenseitig voneinander zu lernen und auf Basis des christlichen Selbstverständnisses und im Hinblick auf eine echte Völkerverständigung „in die Risse der Gesellschaft“ zu gehen. Der Primat lag folgerichtig bei allen Austauschinitiativen und Begegnungen auf einem Dienst und einem Einsatz für die Schwächeren der Gesellschaft. Rieths unermüdlicher, lebenslanger Einsatz für gelebte Menschlichkeit und seine charismatische Persönlichkeit fanden ihren Niederschlag in zahlreichen multikulturellen Begegnungen und Projekten, die tausende Jugendliche in aller Welt geprägt und inspiriert haben.
Von 2008 bis zu seinem Tod am 23. November 2014 lebte Rieth in Lohhof bei Mindelheim. Theobald Rieth wurde auf dem Ordensfriedhof der Jesuiten in Pullach im Isartal beigesetzt.

## Ehrungen
- 1995, Deutschland: Theodor-Heuss-Medaille durch die Theodor-Heuss-Stiftung, Stuttgart, für „Taten der Versöhnung 50 Jahre nach Kriegsende“

- 1995, Frankreich: „Prix pour la lutte contre l'exclusion“ (Preis für Kampf gegen Ausgrenzung) durch die „Alliance des Organisations Citoyennes“ Lille, für die Integration sozial belasteter Jugendlicher

- 1996, Deutschland: Preis der Körber-Stiftung, Hamburg, für „grenzüberschreitende deutsch-polnische Jugendprojekte“ mit der polnischen Kulturgemeinschaft ‚Borussia' in Olsztyn

- 1997, Belgien: Auszeichnung durch die „King Baudouin Foundation“ (KBF), Brüssel, im Rahmen des „Youth Action Europe-Projektes“ für beispielhafte grenzüberschreitende soziale Projekte

- 2012, Deutschland: Verdienstkreuz 1. Klasse der Bundesrepublik Deutschland